# 豊田市郷土資料館

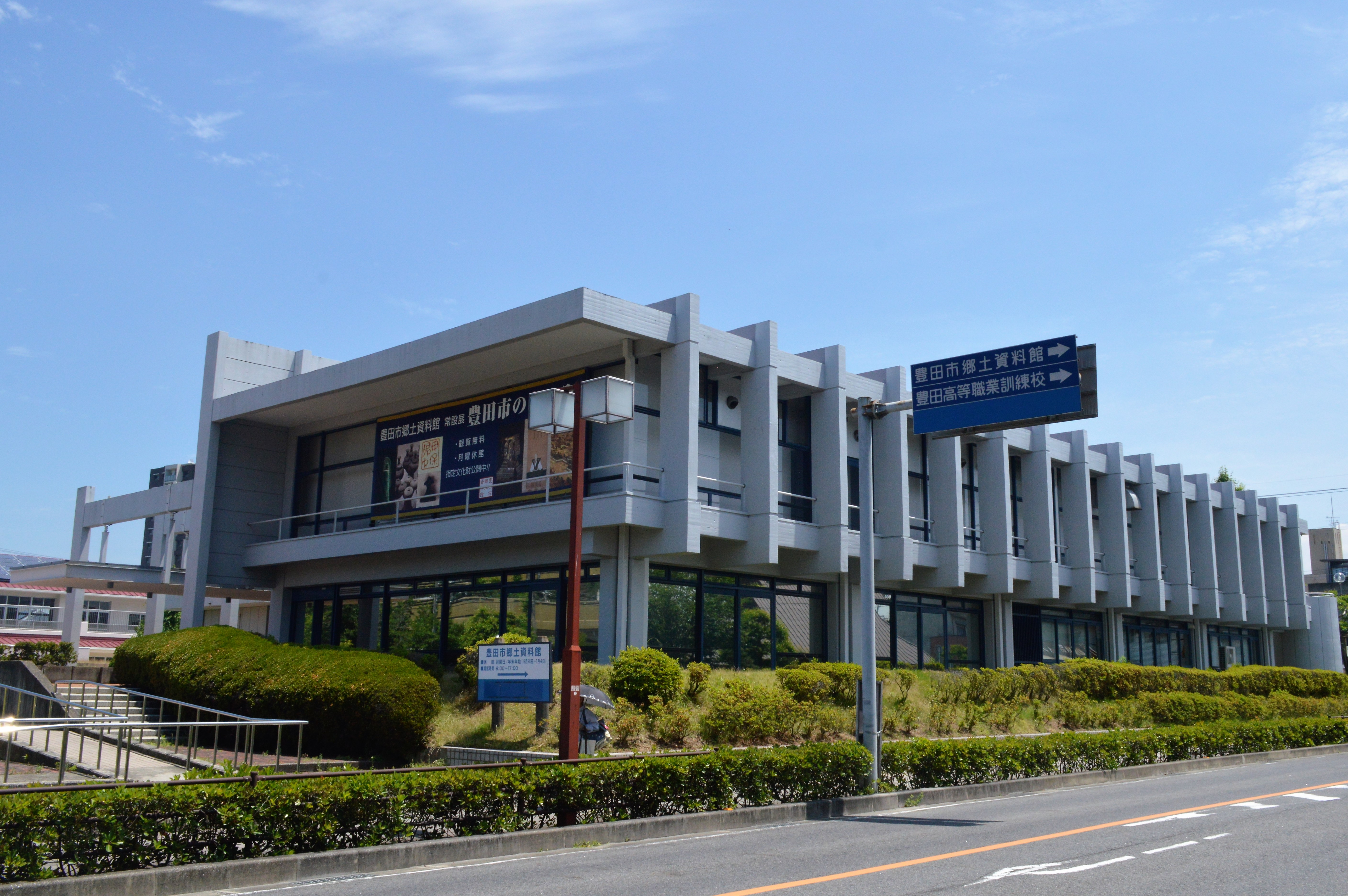
郷土資料館文化財倉庫（かつての豊田市立図書館、2017年（平成29年））

豊田市郷土資料館（とよたしきょうどしりょうかん）は、愛知県豊田市にあった資料館。

## 沿革
豊田市に関する考古・歴史・民俗資料などを保存・展示した郷土資料館で、豊田大塚古墳の発掘を機に1967年（昭和42年）1月16日に開館した。1970年（昭和45年）には北側の道路を挟んで豊田市立図書館が開館した。1998年（平成10年）に名鉄豊田市駅前の参合館に豊田市中央図書館が開館したため、豊田市立図書館の建物は郷土資料館の文化財倉庫として使用された。
2022年（令和4年）9月30日閉館。
2024年（令和6年）4月26日、小坂本町の豊田市美術館の隣接地、愛知県立豊田東高等学校移転後の跡地に、豊田市近代の産業とくらし発見館と統合された「豊田市博物館」がオープンした。

## 特徴
敷地内には本館のほか民俗資料館（市内豊松町から約270年前の茅葺きの民家を移築したもの）や樫尾1号墳（市内野見山町の山にあったものを移築したもの）、土蔵などがあった。このうち民俗資料館や土蔵では、生活用具や道具などの民俗資料を展示していた。
また、資料館のマスコットキャラクターとして市内の古墳から発掘された須恵器をモチーフとした「すえちゃん」と、銅鐸をモチーフとした「どうたくん」があった。

## ギャラリー

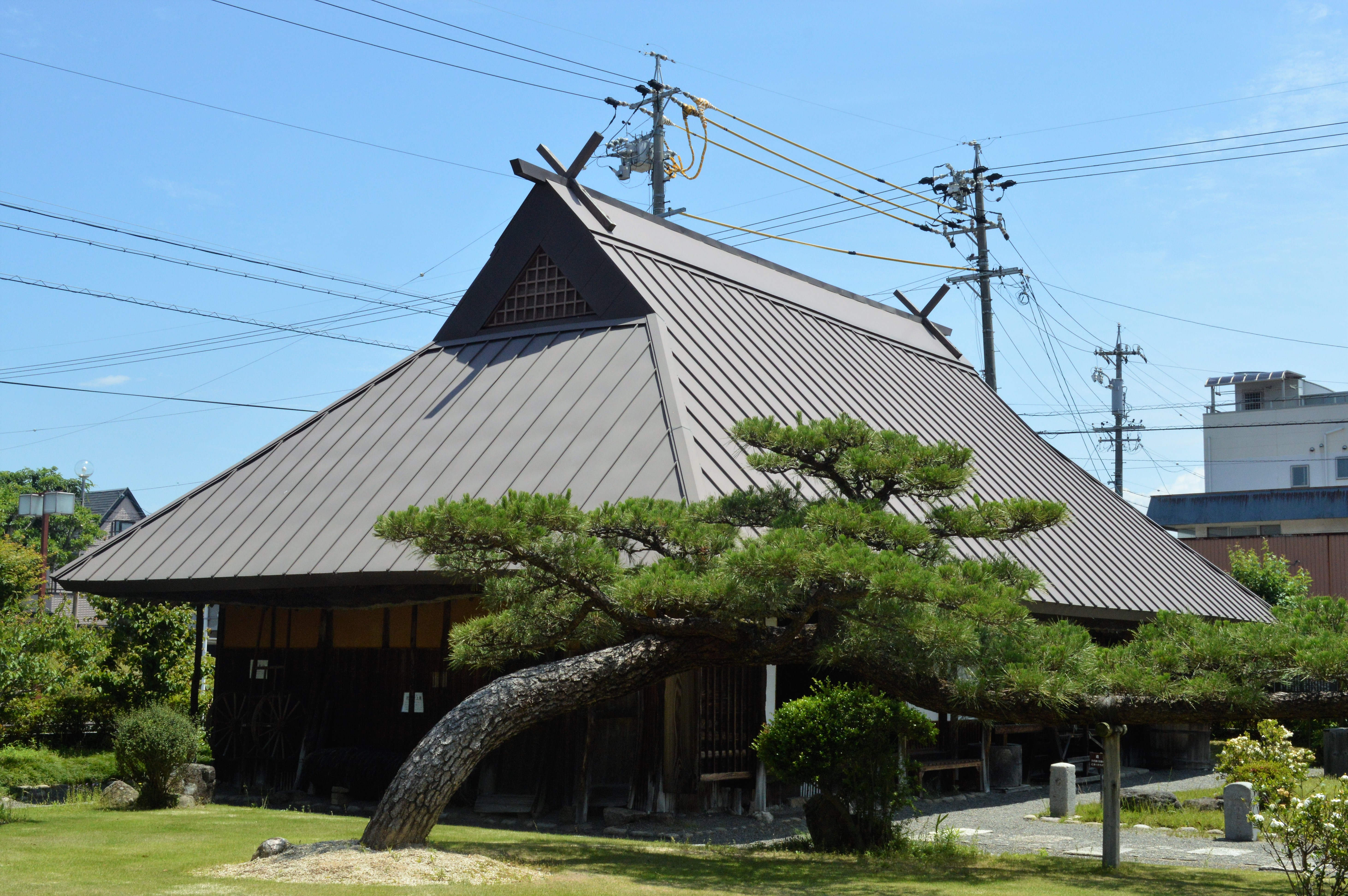
敷地内にある民俗資料館
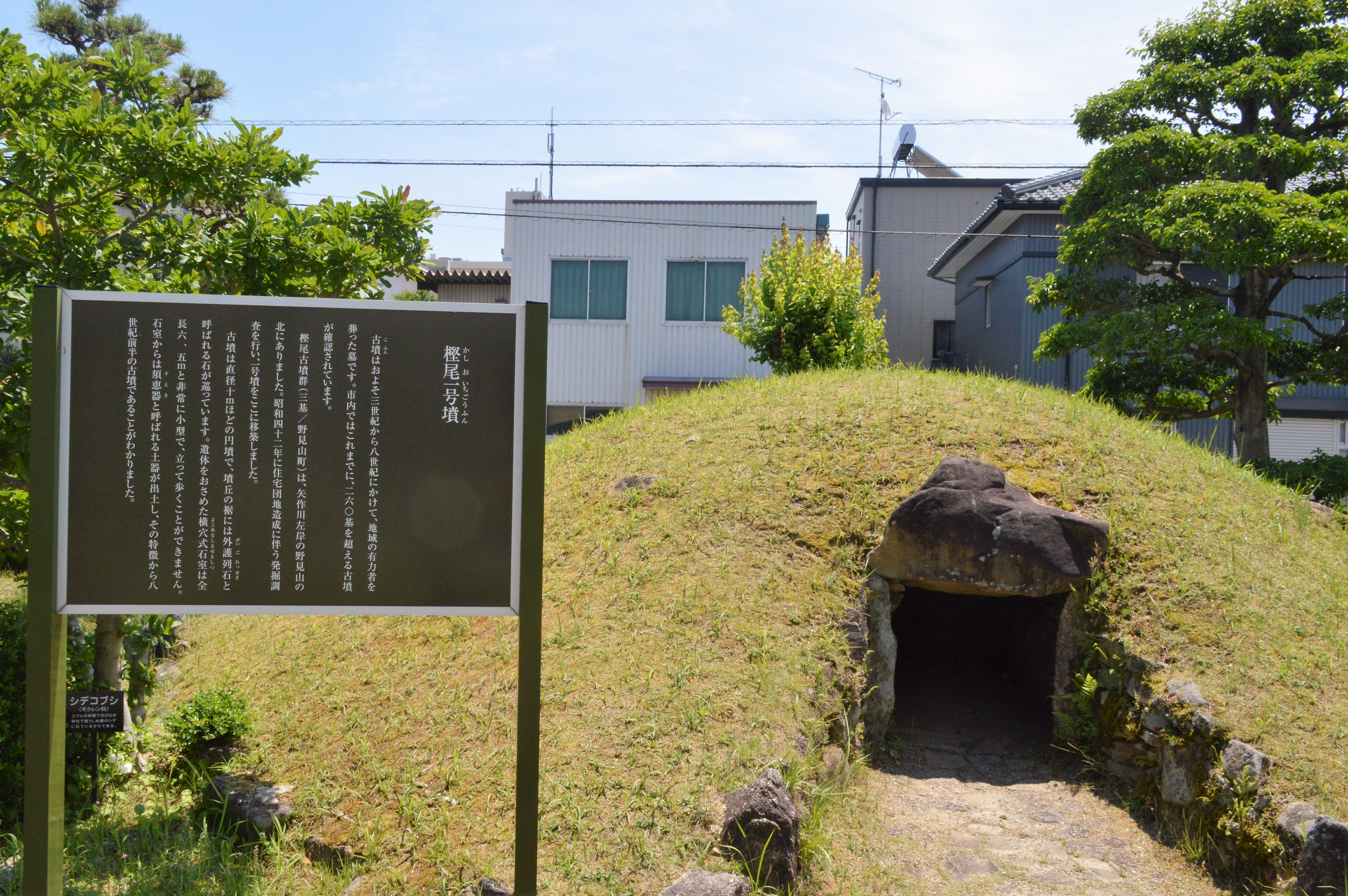
敷地内にある樫尾1号墳
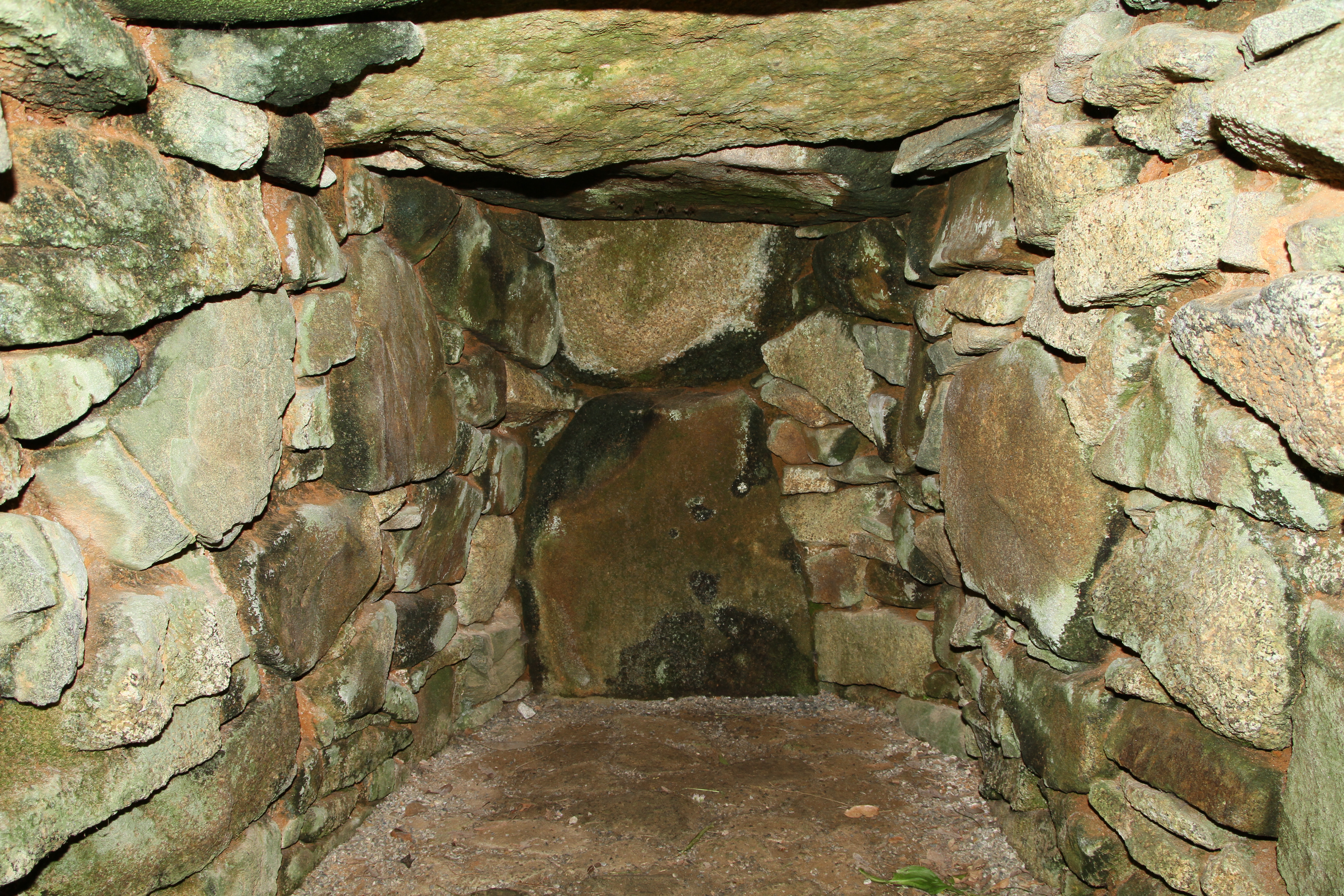
樫尾1号墳の石室内部
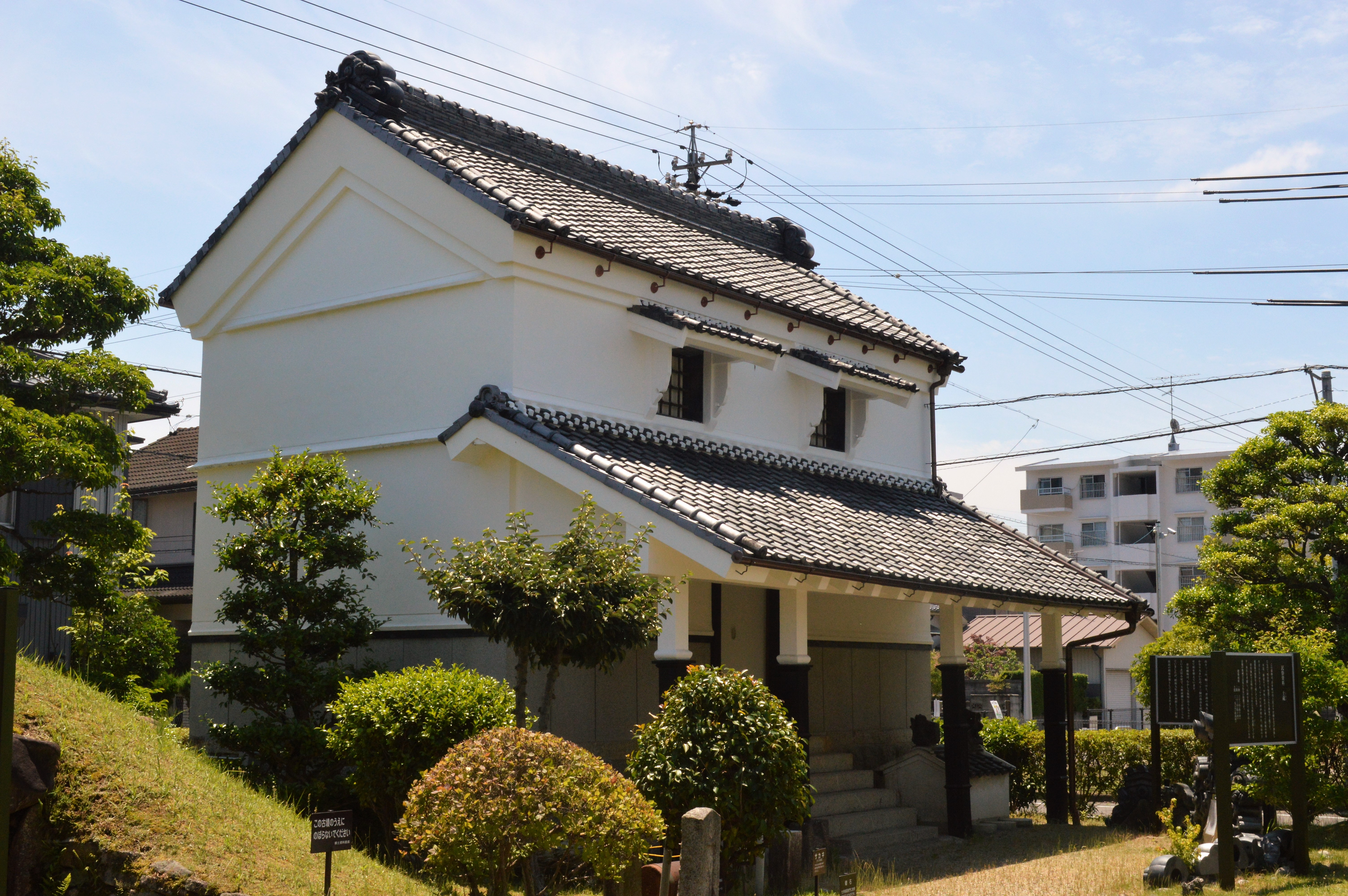
敷地南東にある土蔵
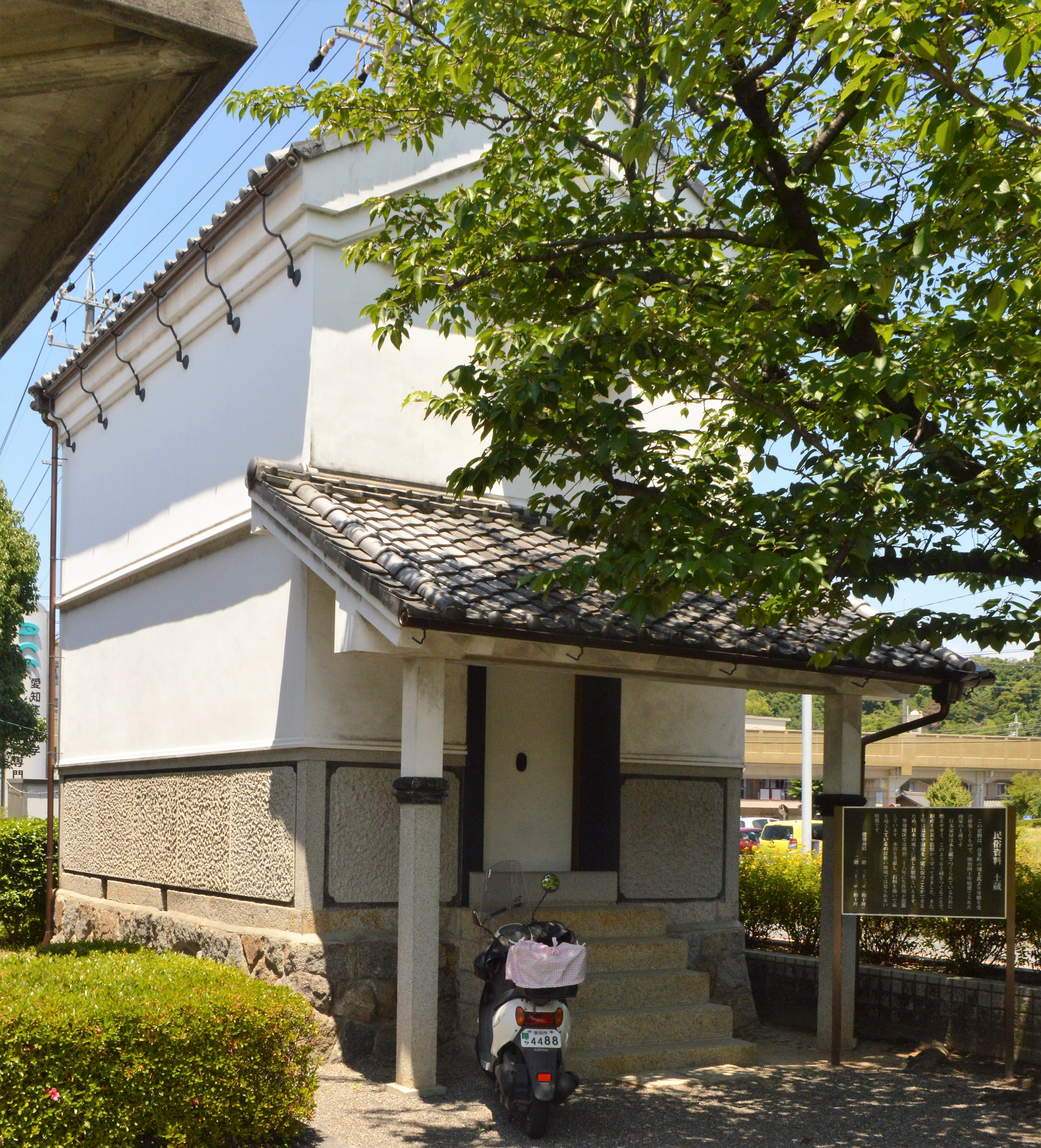
敷地北西にある土蔵
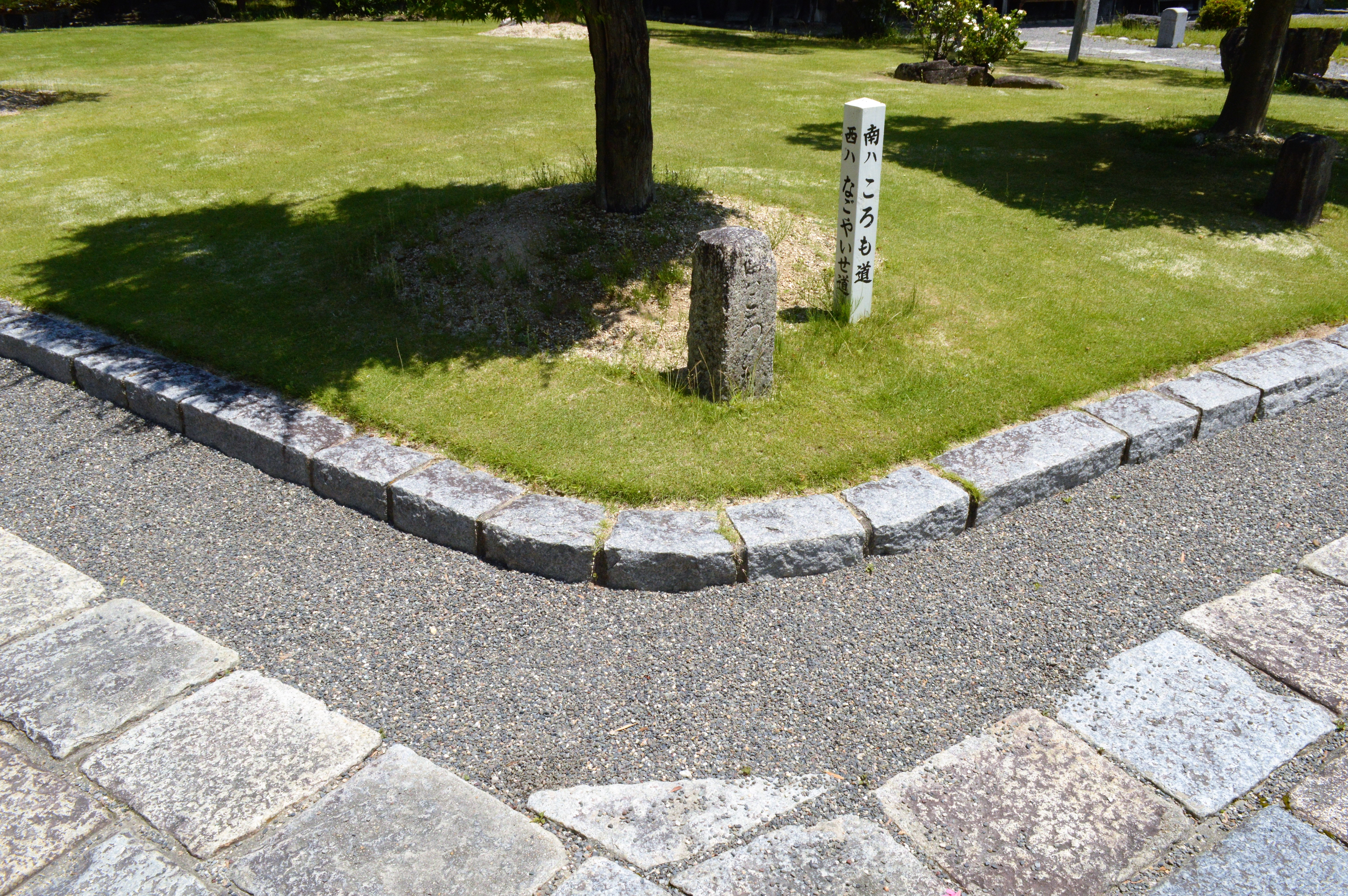
敷地内にある道標

## 交通アクセス
- 名鉄豊田線・三河線「梅坪駅」より徒歩で約10分[2]。
- 名鉄豊田線・三河線「豊田市駅」より徒歩で約15分[2]。
- とよたおいでんバス「陣中町1丁目」バス停より徒歩で約5分。